# Powrót legendarnej pięści
Powrót legendarnej pięści lub Wściekła pięść: Powrót Chen Zhena (Jing mo fung wan: Chen Zhen) – hongkońsko–chiński film akcji z 2010 roku.

## Fabuła
Chen Zhen, uczeń szkoły Jing Wu, jest jednym z Chińczyków, którzy walczą w Europie po stronie alianckiej na froncie pierwszej wojny światowej. Po wojnie, Zhen powraca do Szanghaju, gdzie narastają napięcia pomiędzy Chinami a Japonią. Chen staje na czele anty-japońskiej grupy, która składa się głównie z jego przyjaciół ze szkoły Jing Wu. Przybiera nazwisko zmarłego przyjaciela, Qi Tianyuan'a. Podczas próby zabicia chińskiego generała przez Japończyków, Chen w przebraniu "Zamaskowanego wojownika" ratuje oficera przed śmiercią. Kiedy Japończycy rozpoczynają masowe zabójstwa chińskich patriotów, zamaskowana postać Zhen'a staje się bohaterem ludu. Jednak nawet on nie jest w stanie zatrzymać fali morderstw i emigracji. Równocześnie Zhen zaprzyjaźnia się, z poznaną w nocnym klubie Casablanka piękną Kiki, która okazuje się japońskim szpiegiem. Kiki odkrywa jego tożsamość. Bezwzględny pułkownik Chikaraishi, szef japońskiego wywiadu, postanawia zlikwidować Zhena.

## Obsada
- Donnie Yen – Chen Zhen
- Wenwen Han – Kiki / Fang Qing /kapitan Yamaguchi Yumi, japoński szpieg.
- Anthony Wong Chau-sang – Liu Yutian, właściciel klubu Casablanca.
- Huang Bo – Haolong, inspektor policji.
- Kohata Ryu – pułkownik Chikaraishi Takeshi
- Akira – Chikaraishi Sasaki
- Yasuaki Kurata – Tsuyoshi Chikaraishi
- Zhou Yang – Qi Zhishan
- Huo Siyan – Weiwei
- Shawn Yue – generał Zeng
- Ma Yue – generał Zhuo
- Ma Su – żona generała Zhuo